# SIAI Marchetti SF.260
 (juillet 2015).
Le SIAI Marchetti SF-260, commercialisé depuis 1998 sous le nom d'Aermacchi F-260, est un avion-école italien dont la conception remonte aux années 1960. Largement utilisé pour l'entraînement des pilotes civils et militaires, il a été construit à près de 900 exemplaires.

## Historique

### Aviamilano F.250 et F.260
- Aviamilano F.250 : Au début des années 1960, Stelio Frati abandonna la construction en bois pour dessiner un triplace de tourisme et d’école de construction entièrement métallique. Le nouvel appareil était un monoplan à aile basse cantilever, train tricycle escamotable et réservoirs en bout d’aile qui conservait l'allure générale du F.8L Falco. Le prototype [I-RAIE] à moteur Lycoming O-540 de 260 ch effectua son premier vol le 15 juillet 1964. Il fut détruit par accident le 7 novembre 1965.
- Aviamilano F.260 : Le F.250 fut suivi de deux nouveaux prototypes [I-ALLA et HB-ELB] à moteur Lycoming O-540-E4A5 de 260 ch. Ils se distinguaient extérieurement du F.250 par un montant de pare-brise incliné. Le premier vol intervint en 1966. Aviamilano n'étant pas parvenu à lancer la production de série, une licence de production fut accordée à SIAI Marchetti. Les appareils suivants furent donc construits à l'usine de Vergiate.

### SIAI Marchetti SF.260
- SIAI Marchetti SF.260 : Première version de série, identique au F.260. La désignation correspond à SIAI Marchetti Frati 260 ch! Destiné au marché civil, cet appareil fut construit à 61 exemplaires. Dès 1968 quatre exemplaires furent mis en caisse et envoyés aux États-Unis où l'importateur, Alexander Berger, décida curieusement de le commercialiser sous la désignation Waco TS-250-3 Meteor. Cet appareil n'a bien entendu aucun lien avec le célèbre constructeur américain Waco. Alexander Berger souhaitait produire ce triplace aux États-Unis, comme le SIAI Marchetti S.205-22/R (en)), mais début 1967 le SF.260 se vendait déjà 23 500 U$, un prix trop élevé pour le marché américain.
- SIAI Marchetti SF.260M : Version militaire d’entraînement dont le prototype effectua son premier vol le 10 octobre 1970. La structure et le train d’atterrissage étaient renforcés, l’aérodynamique améliorée : modification du bord d'attaque, dérive plus haute. Cet appareil permettait l’entraînement élémentaire, la formation au vol aux instruments et de nuit, l’école de voltige et l’entraînement au vol en formation. Cet appareil connaîtra rapidement le succès avec une commande de 36 exemplaires pour la Belgique.
- SIAI Marchetti SF.260B : nouvelle version civile, incorporant les modifications du SF.260M. La certification FAA sera obtenue le 10 juin 1974 seulement.
- SIAI Marchetti SF.260C : modernisation du SF.260B : les sièges sont abaissés, l’instrumentation modifiée, le relevage du train est plus rapide, etc. Ce modèle fut certifié le 23 octobre 1976 en Italie et le 30 décembre suivant par la FAA. Les livraisons débutèrent en 1977, le prix unitaire étant alors de 120 000 $.
- SIAI Marchetti SF.260D : Modernisation du SF.260C avec un moteur Lycoming IO-540-D4A5 ou AEIO-540-D4A5 de 260 ch et de nombreuses modifications de détail : train avant plus court, renforcement du longeron principal, circuit électrique…, masse au décollage portée à 1 100 kg. Cet appareil fut certifié le 14 décembre 1985.
- SIAI Marchetti SF.260E : version militaire dérivée du SF.260D pour participer à un concours de l’USAF (Enhanced Flight Screener). Moteur Lycoming IO-540-E4AF, trim électrique de profondeur, verrière et alimentation de carburant modifiés…. Le Slingsby T67 Firefly M-260 remporta la compétition, mais le SF.260E, certifié le 21 janvier 1992 en Italie, sera vendu à diverses forces armées : Zimbabwe, Uruguay, Mexique, Venezuela, Mauritanie.
- SIAI Marchetti SF.260F : en 1992 SIAI Marchetti proposa une nouvelle version du SF.260E avec un moteur à carburateur au lieu du modèle à injection directe.
- SIAI Marchetti SF.260TP : version militaire du SF.260C avec turbopropulseur Allison (aujourd'hui Rolls-Royce) 250-B17D de 350 ch dont le prototype [I-FAIR] prit l’air en juillet 1980. Le Zimbabwe et les Philippines ont modifié selon ce standard des appareils plus anciens. La certification civile italienne a été obtenue le 29 octobre 1993, mais les perspectives de cet appareil sur le marché civil sont très réduites.
- SIAI Marchetti SF.260W Warrior : destiné à l’appui tactique, cette version du SF.260M dont le prototype [I-SJAV] prit l’air en mai 1972, dispose de deux points sous voilure pour emporter jusqu’à 300 kg de charges externes. Cet appareil était destiné à l’entraînement au combat, à l’appui tactique, au marquage de cibles, au contrôle aérien avancé ou à la reconnaissance armée comme aux missions de liaison.
- SIAI Marchetti SF.260SW Sea Warrior: appareil de surveillance côtière disposant de points pour charges externes modifiés et de réservoirs en bout d’aile agrandis pour loger un équipement de reconnaissance photographique et un radar de recherche.

### Aermacchi F-260
En 1997 SIAI Marchetti fut absorbée par Aermacchi, qui poursuit le programme, produisant essentiellement des F.260E pour certains contrats militaires. L'Aermacchi F.260 est soumis à une rude concurrence depuis l'apparition de concurrents turbopropulsés comme le Pilatus PC-7.

## Utilisateurs militaires

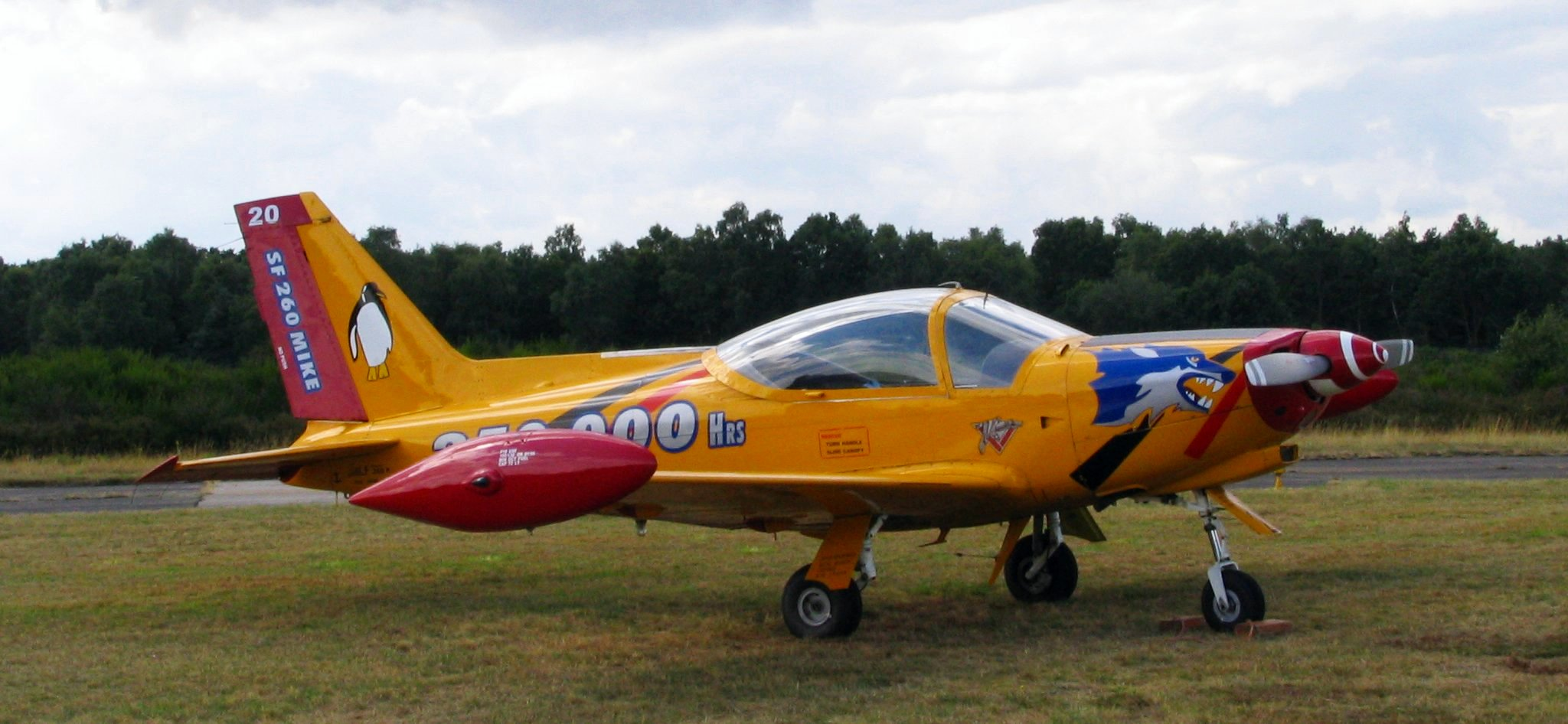
Marchetti SF.260 de la Composante air belge

- Belgique : Début 1969 la Force aérienne belge commanda 36 SF.260M pour remplacer les Stampe SV-4b d’entrainement de début de l’École de Pilotage Élémentaire (EVS) de Gossoncourt. Les livraisons s’échelonnèrent entre novembre 1969 et le printemps 1971. En 1973 fut constituée une patrouille de démonstrations aériennes, les ‘Swallows’. Elle a été dissoute début 1984. Le 25 mai 1985 l’escadrille de l’EVS a été rebaptisée 5e escadrille. Une commande complémentaire de 9 SF.260D, équipés IFR, fut lancée en octobre 1991 pour remplacer les appareils perdus. Le 12 septembre 1996 toutes les unités d’entraînement au pilotage de la FAeB furent regroupées au sein du 1er Wing, à Beauvechain. En 1999 le camouflage type ‘Viêt Nam’ des SF.260M de la 5e escadrille a été remplacé par une livrée jaune vif. À l’occasion de leur passage en révision, ces avions ont également reçu à partir de 1999 de nouvelles voilures. Depuis 2009 une nouvelle patrouille de démonstration, baptisée Hardship Red, regroupant quatre Marchetti SF.260, représente l'école de pilotage de la Force aérienne belge lors des meetings aériens.
- Birmanie : La Fédération du Myanmar a pris livraison de 10 SF.260M d’entraînement et 11 SF.260W d’appui tactique. Les appareils encore en service furent revendus en 1990, par l’intermédiaire d’un revendeur belge, aux États-Unis (4 appareils) et au Sri Lanka (12 appareils). Un exemplaire est conservé par le musée de la Défense de Yangon.
- Bolivie : 6 SF.260W furent livrés en 1978 pour équiper le Premier Escadron du Collège militaire d’aviation de Santa Cruz. Après une carrière discrète les trois derniers appareils furent cédés en 1987 à un revendeur belge pour finir dans un pays africain non communiqué.
- Brunei : Début 1982 la Force aérienne royale de Brunei prit livraison de 2 SF.260W pour remplacer les Piper Cherokee utilisés par le No 3 Sqdn pour l’entrainement des pilotes. La livraison de 4 Pilatus PC-7 en 1997 a probablement mis un terme à la carrière de ces appareils.
- Burkina Faso : en 1986 l’armée de l’air a reçu 10 SF.260, dont 4 neufs, les autres appareils provenant des surplus philippins. En mars 1993 six de ces appareils, démontés, ont été déchargés d’un Boeing B.707C sur l’aéroport belge d’Ostende et livrés à un client français.SF.260 aux couleurs du Burkina Faso

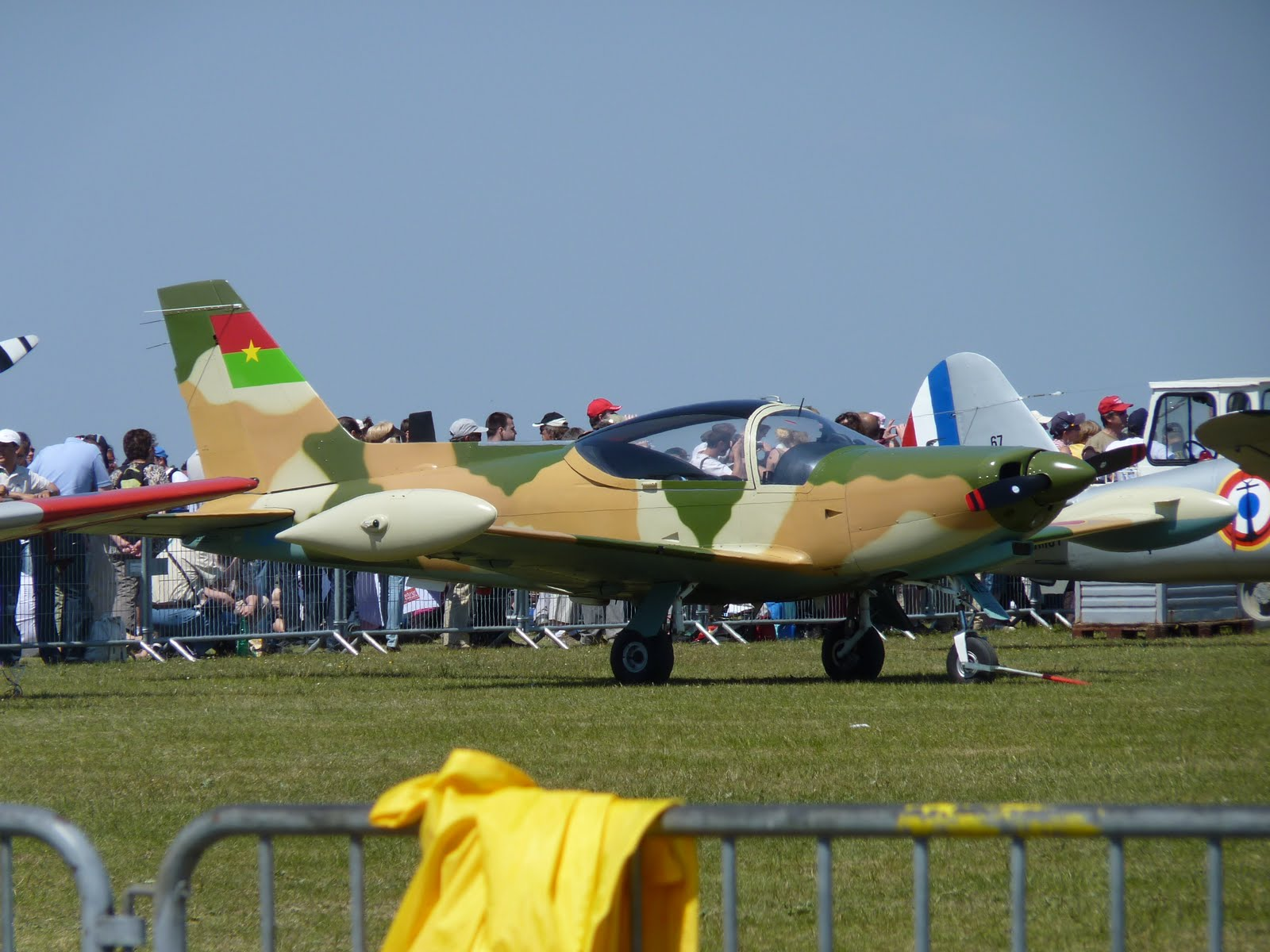
SF.260 aux couleurs du Burkina Faso

- Burundi : 3 SF.260C et 3 SF.260W ont été livrés fin 1981 à Bujumbura. 4 SF.260TP ont suivi en 1982.
- Comores : En 1977 un lot de 14 SF.260W, officiellement commandés par la République islamique, fut en fait livré à la Rhodésie. Trois autres SF.260W furent commandés en janvier 1977 auprès d’un courtier belge, mais semblent avoir été stockés en Europe avant livraison. Deux ont été revendus aux États-Unis en 1983.
- Émirats arabes unis : En 1975 l’Émirat de Dubaï a reçu un unique SF.260W avec un lot d’Aermacchi MB-326, pour l’entraînement au combat. Cet appareil fut vendu aux États-Unis en 1983, remplacé par 6 SF.260TP destinés à l’Académie de l’Air. Les 5 derniers appareils ont été réformés en 2004.
- Éthiopie : 10 SF.260TP furent livrés en 1984, suivis d’un exemplaire supplémentaire en 1988, tous destinés à l’Académie de l’Air de Lideta.
- Haïti : sur les 6 SF.260TP livrés à l’École aéronautique militaire de Port-au-Prince, 5 furent revendus aux États-Unis, un exemplaire tombant en mer en cours de livraison.
- Indonésie : en 2001 Singapour a cédé 15 (19 ?) SF.260M et SF.260W, pris en compte par le Skadron Udara 2 de l'armée de l'air indonésienne stationné à la base aérienne de Halim Perdanakusuma (Jakarta). 3 ont été mis à la disposition de la Fédération des sports aériens indonésienne (FASI).
- Irlande : le Corps aérien irlandais a acheté 10 SF.260W en 1977. Affectés au Basic Flying Training Squadron, les 6 derniers appareils furent remplacés en 2005 par 8 Pilatus PC-9M.
- Italie : 45 SF.260M ont été livrés à l’AMI. Désignés SF.260AM (Aeronautica Militare), ils ont été utilisés par le 70e Stormo/Scuolo Volo Basico e Avancato ad Elica (SVABE) de Rome-Latina (207° Gruppo/Scuolla di Volo di Primo Periodo). 21 de ces appareils étaient encore en service en décembre 2003, quand l’AMI a passé commande d’une version modernisée désignée SF.260EA. Il s’agit du SF.260E avec une avionique spécifique à l’AMI et un cockpit réaménagé pour plus de confort. Le prototype a pris l’air le 21 octobre 2004. Le premier des 30 exemplaires commandés a été livré le 4 août 2005.
- Libye : l’État libyen a acheté au moins 240 SF.260W dans les années 1970, ce qui en fait le premier utilisateur du SF.260. Un certain nombre a été cédé ou revendu à divers pays : Burkina Faso, Mali, Nicaragua, Ouganda…. Il semble que certains appareils libyens aient également été capturés par les forces tchadiennes durant les opérations aux frontières des deux pays. 70 appareils semblaient toujours en service en 2000, répartis entre Misurata, Sebha et Al Khufra.
- Mali : L'Armée de l'air du Mali a reçu deux SF.260W de seconde main offerts par la Libye en 2010 (livrés en 2011) à l’occasion de la fête du cinquantenaire du Mali. Un appareil serait en service (TZ-412 c/n 583).
- Mauritanie : 5 Aermacchi F-260E ont été livrés en 2000, dont un exemplaire portant le registre civil [5T-MAK].
- Mexique : 30 Aermacchi F-260E ont été commandés par la Fuerza Aerea pour remplacer les vieux biplans Boeing-Stearman (en) de l’École de l’Air de Zapopan. Les 6 premiers ont été livrés en 2000.
- Nicaragua : entre 4 et 6 SF.260W ont été obtenus en Libye, dont 3 ont été revendus aux États-Unis. Cet avion n’est plus en service au Nicaragua.
- Ouganda : entre 6 et 8 SF.260W, certains provenant certainement de Libye, ont été livrés à ce pays d'Afrique centrale.
- Philippines : 32 SF.260M, 16 SF.260W et 18 SF.260TP ont été livrés aux Philippines. Les SF.260TP équipent le 17th Attack Squadron Jaguars, 15th Strike Wing, basé à Sangley Point, les autres forment le 102nd Basic Flying Training Squadron au sein du 100th Training Wing sur Fernando Air Base. Tous devraient être mis au standard SF.260TP.
- Rhodésie : 14 SF.260W furent livrés en 1977, suivis de 17 SF.260C. La Rhodésie est devenue le Zimbabwe en 1980.
- Singapour : 16 SF.260M et 12 SF.260W ont été livrés au N° 150 Sqdn Falcon de Seletar. 15 (19 ?) ont été cédés en 2001 à l’Indonésie, quelques exemplaires étant conservés pour l’école de pilotage installée à RAAF Pearce (en), en Australie.
- Somalie : Le Somalia Aeronautical Corps (en) a reçu 6 SF.260W en 1986.
- Sri Lanka : 12 appareils des surplus birmans ont été achetés en 1990, venant renforcer 9 SF.260TP déjà en service au sein du N° 1 Flying Training Wing d’Anuradhapura. 10 exemplaires étaient encore en service fin 1999.
- Tchad : un nombre indéterminé d’appareils libyens (SF.260W) semblent avoir été capturés durant les nombreux conflits frontaliers opposant les deux pays.
- Thaïlande : 12 SF.260M ont été livrés pour équiper le 604 Sqdn de Bangkok-Don Muang et l’École de pilotage de Sihanoukville (5 appareils)
- Tunisie : 12 SF.260W ont été livrés en 1974 à la 13e escadrille de Sfax, suivis en 1978 de 9 SF.260C pour équiper la 14e escadrille sur la même base. En 2000 on comptait toujours 12 SF.260W, mais seulement 6 SF.260C.
- Turquie :40 SF.260D ont été livrés entre 1992 et 1995, dont 34 assemblés en Turquie, pour remplacer les Beech T-34A Mentor de la 123e escadrille, 2nci Ana Hava Üs, basée à Izmir-Kaklic.
- Uruguay : 13 Aermacchi F-260E ont été commandés pour remplacer les Beech T-34 Mentor de l’Académie militaire de l’Air de Pando, près de Carrasco. Les 2 premiers ont été livrés en juillet 1999.
- Venezuela : en février 1998 Aermacchi a annoncé la vente à la FAV de 12 F.260E (avec une option pour 12 appareils supplémentaires) pour l’entrainement de début, en remplacement des Beech T-34A Mentor du Grupo de Entrenamiento Aérea 14/Escuadrón Primario de l'armée vénézuélienne, stationné à Boca del Rio. Les premiers exemplaires sont sortis d’usine en août 2000.
- Zaïre : La Force aérienne zaïroise a acheté 12 SF.260C, livrés entre 1970 et 1971. En 1986 la 131e escadrille d’Ecolage élémentaire, 13e Groupe d’entraînement, 1er Groupement aérien, possédait encore 9 appareils à Kinshasa. 5 ont depuis été revendus aux États-Unis.
- Zambie : 9 SF.260M étaient en service dans ce pays en 1986.
- Zimbabwe : À sa création en 1980, le n° 6 sqdn récupéra les SF.260W et C rhodésiens. En juin 1997 furent commandés 6 SF.260B, tous livrés en juin 1998. Un an plus tard le Zimbabwe a annoncé son intention de faire convertir les 14 appareils en service en SF.260TP.

## Clients civils

### Compagnies aériennes
Un des premiers clients du SIAI Marchetti SF.260 fut la compagnie aérienne belge Sabena, qui acheta 12 appareils pour son centre d’entraînement. Ils furent utilisés pour assurer la formation des pilotes commerciaux belges, mais aussi de nombreux pilotes étrangers, jusqu’à la faillite de Sabena. Royal Air Maroc a utilisé au moins troisSF.260B immatriculés CN-TEO/TEP/CDG.

### Patrouilles acrobatiques civiles
À la fin des années 1960 Team America, formée par Harry Shepard et Larry Kingry, participa à de nombreux meetings avec 2 SF.260. En 1982 Jacques Bothelin a créé en France la Patrouille Martini, qui évoluera avec trois SF.260 [I-APAA/B/C] pendant cinq ans avant de passer sur Pilatus PC-7. En 1985, toujours avec trois avions, les Redhawks apparaissent aux États-Unis.
Ce type d'appareil est également utilisé pour écrire dans le ciel.

## Records
Le SIAI Marchetti SF.260 est titulaire de trois records internationaux de vitesse dans sa catégorie :
- Vitesse pure à 344,51 km/h le 17 octobre 1968.
- Vitesse en circuit fermé de 1 000 km à 322,52 km/h le 25 mars 1969.
- Vitesse en circuit fermé de 100 km à 369,43 km/h le 29 mars 1969.

### Aéronefs comparables
- PAC CT/4 (Pacific Aerospace Limited)
- Sequoia Falco (F.8L Falco non military kitplane)
- Scottish Aviation Bulldog
- Saab Supporter